# Warren Hull
John Warren Hull (17 de janeiro de 1903 – 14 de setembro de 1974) foi um ator de cinema e de televisão dos Estados Unidos da América, que atuou dos anos 1930 até os anos 1960. Ele foi um dos mais populares atores de seriados cliffhangers em sua época, e ficou conhecido principalmente por interpretar nos seriados cinematográficos alguns personagens de histórias em quadrinhos da época, tais como Mandrake em Mandrake the Magician em 1939, Besouro Verde em The Green Hornet Strikes Again!, de 1940, Spider em The Spider's Web em 1938 e The Spider Returns em 1941. Hull tem cerca de 40 títulos de filmes e programas de televisão. entre 1934 e 1951.

## Biografia
Um nativo de Gasport, Nova Iorque, freqüentou a Universidade de Nova Iorque e, mais tarde deixou a faculdade para educar a voz e seguir a carreira em óperas e operetas. Ele também trabalhou com freqüência como locutor de rádio.
Hull estreou no cinema em 1934, para a Educational Pictures, um estúdio de curta-metragens. Ele co-estrelou com a cantora Sylvia Froos na série de comédia musical Young Romance, filmada em Nova York; Hull frequentemente cantou com Sylvia. Em 1935, Hull assinou um contrato com a Warner Brothers, e atuou em vários dramas e musicais.
Sua melhor atuação desse período foi em The Walking Dead (1936), um filme de horror estrelado por Boris Karloff e dirigido por Michael Curtiz. Seus primeiros créditos foram como "J. Warren Hull".

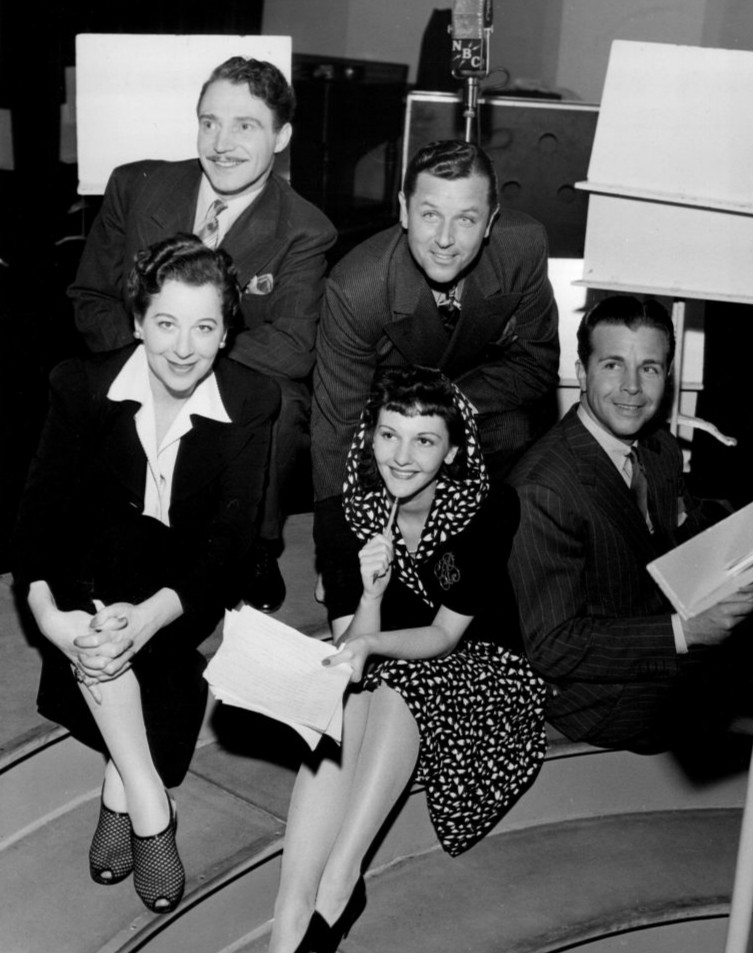
Elenco da
NBC Radio "Good News" em 1940, que era uma combinação de música e comédia. Da esquerda para direita os homens Hanley Stafford, Warren Hull, Dick Powell, e as mulheres Fanny Brice (como Baby Snooks) e Mary Martin.

Quando o contrato de Hull expirou, ele facilmente conseguiu trabalho em outros estúdios. Associou-se à Patricia Ellis, uma de suas partners na Warner, para o musical da Republic Pictures Rhythm in the Clouds (1937), além de fazer alguns papéis românticos em séries da Monogram Pictures.
Em 1938, a Columbia Pictures terminou sua associação com os irmãos Weiss, produtores independentes que haviam feito seriados de aventura para a Columbia e decidiu produzir seus próprios cliffhangers de aventura. Warren Hull foi  contratado para a produção de um dos seus primeiros (e provavelmente melhores) seriados, The Spider's Web, em 1938, baseado em um personagem de revistas em quadrinhos. Hull atuou em três papéis no seriado: o criminologista Richard Wentworth, seu alter-ego mascarado The Spider, e um segundo mascarado, o mafioso Blinky McQuade. O bem-apessoado Hull trouxe um leve senso de humor para seus papéis seriais, e manteve audiências altas, tornando The Spider's Web um dos seriados mais rentáveis do ano.
Satisfeita com o desempenho de Hull, a Columbia o lançou como Mandrake the Magician em seu seriado de 1939. A Universal Pictures em seguida o estrelou como o herói Besouro Verde em seu seriado The Green Hornet Strikes Again!, de 1940, e a Columbia o colocou com máscara e capa em The Spider Returns, em 1941.
Em meados da década de 1940, Hull voltou a ser locutor de rádio, aparecendo com freqüência em programas como Your Hit Parade e Vox Pop. Hull também foi o apresentador do Spin to Win, o segundo game show criado pela equipe de Mark Goodson e Bill Todman. Durante as próximas duas décadas, apresentou programas de TV como Top Dollar, Who in the World, Beat the Odds e Public Prosecutor. Ele também é lembrado como o apresentador de Strike It Rich.
Warren Hull teve Mal de Parkinson e morreu em Waterbury, Connecticut, aos 71 anos de idade, de insuficiência cardíaca. Está sepultado no North Cemetery, em Connecticut. Foi homenageado com duas estrelas, uma na Hollywood Star Walk TV, no 6135 Hollywood Boulevard e outra na Hollywood Walk of Fame for Radio, no 6270 Hollywood Boulevard.

## Vida familiar
Hull foi o 23º bisneto de Henrique II da Inglaterra e também de Robin Hood.
Era filho de John Clarencee Laura H. (Shafer) Hull, e tinha duas irmãs, Laura Grace Hull e Lina Southwick Hull.
Hull casou 4 vezes. O primeiro casamento foi com Agnes Briggs, de 1926 a 1928, com quem teve uma filha, Ann Southwick Hull. Após o divórcio casou-se com Dorothy Daye, de 1929 a 1944, com quem teve 3 filhos. Depois do divórcio Elouise Gilmore Shea, em 1945, até 1950, divorciando-se. Casou-se ainda com Susan Fossum Stevens, com quem viveu até sua morte, em 1974.

## Filmografia parcial
- Miss Pacific Fleet[6] (1935)
- Personal Maid's Secret (1935)
- Fugitive in the Sky (1936)
- Bengal Tiger (1936)
- The Walking Dead (1936)
- Night Key (1937)
- Her Husband's Secretary (1937)
- Rhythm in the Clouds (1937)
- A Bride for Henry (1937)
- Hawaii Calls (1938)
- The Spider's Web (1938)
- Mandrake the Magician (1939)

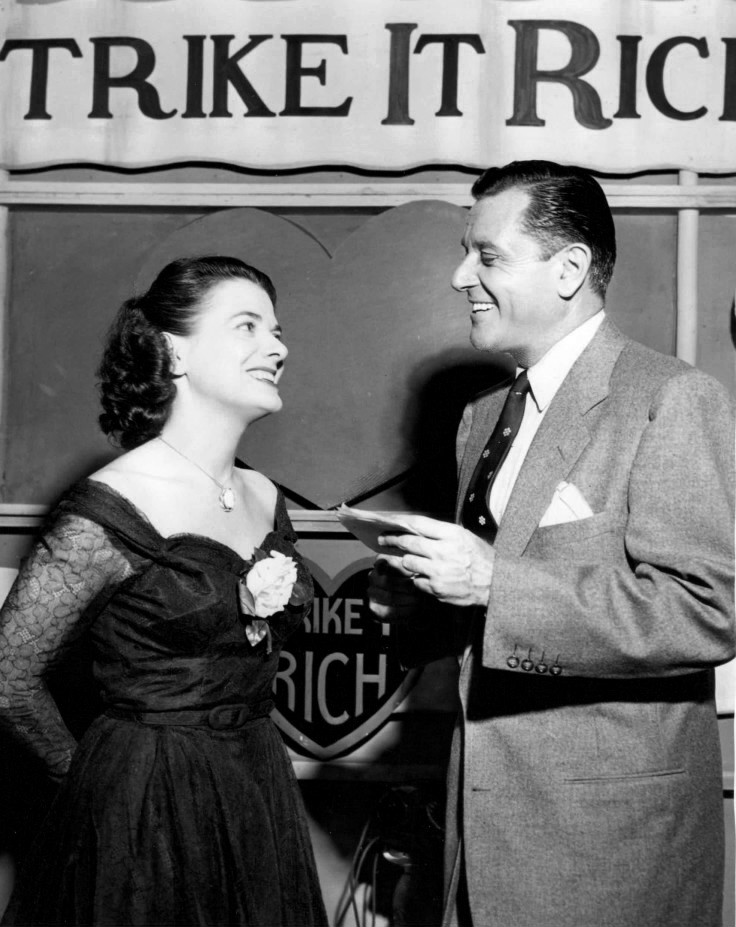
Foto publicitária do programa de televisão Strike It Rich, apresentando Jane Wilson e Warren Hull.

- The Green Hornet Strikes Again! (1940)
- The Lone Wolf Meets a Lady (1940)
- The Spider Returns (1941)